# Axel Kjäll
Axel Kjäll (* 1. Juni 1981) ist ein ehemaliger schwedischer Fußballspieler, der im Anschluss an sein frühzeitiges Karriereende mit 29 Jahren als Trainer und Funktionär tätig wurde. Seit 2023 ist er Cheftrainer der schwedischen U-15-Nationalmannschaft.

## Sportlicher Werdegang
Kjäll entstammt der Jugend des Örebro SK, für den er während der Spielzeit 2000 in der Allsvenskan debütierte. In den folgenden Jahren kam der Außenverteidiger nur unregelmäßig zum Einsatz, bis zum Abstieg in die Superettan am Ende der Spielzeit 2004 verzeichnete er 29 Erstliga-Partien. In der Zweitliga-Spielzeit 2005 kam er auf 21 Ligaspiele und erzielte ein Tor, auf dem fünften Tabellenplatz liegend verpasste die Mannschaft mit sieben Punkten Rückstand auf den von GAIS belegten Relegationsplatz die Erstligarückkehr deutlich.
Kjäll wechselte innerhalb der Superettan zum von Conny Karlsson trainierten Trelleborgs FF. Während die Mannschaft am Ende der Spielzeit 2006 in die Allsvenskan aufstieg und dort in den folgenden beiden Jahren die Klasse hielt, blieb Kjäll verletzungsbedingt ohne Pflichtspieleinsatz und verließ den Klub am Ende der Vertragslaufzeit Anfang 2009 in Richtung Drittligist BK Forward.
Im Herbst 2010 beendete Kjäll seine aktive Laufbahn, ohne aufgrund einer Knieverletzung für BK Forward gespielt zu haben, und wechselte auf die Trainerbank um den scheidenden Cheftrainer Thomas Bengtsson zu beerben. Am Ende der Spielzeit 2012 führte er die Mannschaft zur Vizemeisterschaft in der Nordstaffel hinter Östersunds FK, nach einem 0:0-Remis und einer 1:2-Niederlage in den Relegationsspielen gegen Falkenbergs FF wurde der Zweitliga-Aufstieg verpasst. 
Im Herbst 2012 kehrte Kjäll zu Örebro SK zurück, wo er unter dem hauptverantwortlichen Per-Ola Ljung gemeinsam mit Alexander Axén ein Trainertrio bildete und gleichzeitig die Arbeit für die U-19- und U-21-Nachwuchsmannschaften verantwortete. Nach der Trennung von Ljung im Sommer 2013 rückte Axén als dessen Nachfolger auf, diesem arbeitete Kjäll als Assistent fortan zu. Nachdem Axén im Juli 2017 seinen Abschied zum Saisonende verkündet hatte, entschied sich die Klubführung bei der Suche nach einem Nachfolger für Kjäll und vollzog bereits Ende August des Jahres den Wechsel auf der Trainerbank. Unter seiner Leitung platzierte sich die Mannschaft regelmäßig im mittleren Tabellenbereich. Nachdem sie zu Beginn der Spielzeit 2021 in Abstiegsgefahr geraten war, wechselte er auf den Posten des Sportdirektors und der bisherige Assistent Vítor Gazimba übernahm das Traineramt. Der Erfolg blieb jedoch aus, auch ein weiterer Trainerwechsel zu Marcus Lantz brachte keine Wende und der Klub stieg in die Zweitklassigkeit ab. Anfang April 2022 übernahm Kjäll nach der Entlassung von Joel Cedergren, der bei der 0:3-Niederlage gegen IK Brage nur ein Saisonspiel nach seiner Verpflichtung als neuer Cheftrainer verantwortet hatte, erneut das Traineramt bei ÖSK. Im August erfolgte eine Reorganisation, in deren Rahmen der als Assistent für Kjäll verpflichtete Christian Järdler zum Cheftrainer aufstieg und Kjäll sich bis Jahresende wieder Managementaufgaben widmen sollte.
Im Dezember 2022 vereinbarte Kjäll eine ab Januar 2023 beginnende Tätigkeit beim Svenska Fotbollförbundet, in deren Rahmen er die Betreuung der U-15-Nationalmannschaft des Verbandes für den 2008er-Jahrgang ab Sommer des Jahres übernahm.